# Adenilato ciclase
A adenilato ciclase (AC) é uma enzima, mais propriamente uma hidrolase. Esta enzima catalisa a hidrólise de ATP a cAMP. Ela está presente em neurônios da mucosa nasal da nasofaringe, realizando então o processo de despolarização dos neurônios olfativos 

## Tipos
Em mamíferos, existem 9 tipos descritos:
- ADCY1

- ADCY2

- ADCY3

- ADCY4

- ADCY5

- ADCY6

- ADCY7

- ADCY8

- ADCY9

## Reacção
A adenilato ciclase catalisa a conversão de ATP a AMPc, uma importante molécula na transdução de sinal em eucariotas, conhecida como um mensageiro secundário, e pirofosfato:

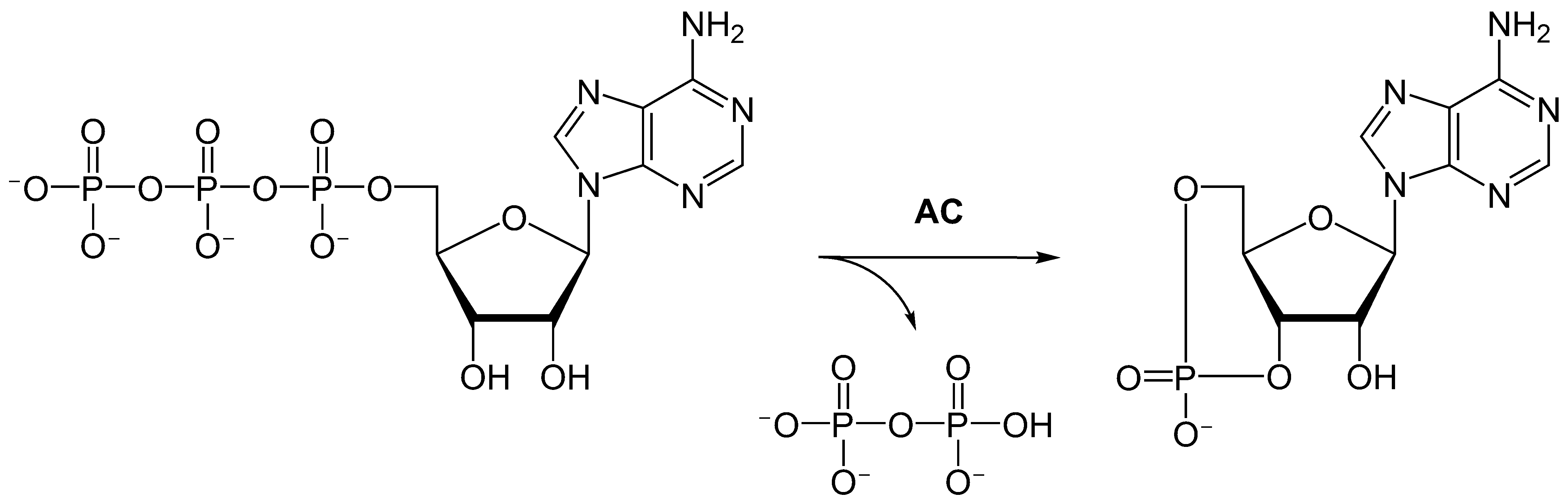
A reacção catalisada pela adenilato ciclase: conversão de ATP em AMP cíclico

## Estrutura

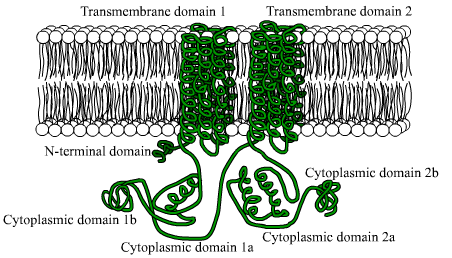
Estrutura

A adenilato ciclase é uma proteína transmembranar, que atravessa a membrana plasmática até 12 vezes. O seu domínio catalítico encontra-se exposto no citoplasma, e está dividido, no N terminal, em C1a, C1b, C2a e C2b.
A região C1 encontra-se entre as hélices seis e sete, e a C2 está antes da hélice 12.
C1a e C2a formam um dímero que constitui o sitio catalítico, onde o ATP é transformado em AMPc.